# 80 mm Mle 1878
Il Canon de 80 mm de montagne Modèle 1878/1881 de Bange era un cannone da montagna francese, impiegato durante la prima guerra mondiale.

## Storia
Il Canon de montagne de 80 mm Mle 1878 faceva parte di una famiglia di pezzi di artiglieria realizzati dal geniale colonnello Charles Ragon de Bange quando era direttore dell'Atelier de précision del Dépôt central di Parigi (dal 1869 al 1882), tutti accomunati dal sistema di chiusura che prese il suo nome. Realizzato in acciaio, era progettato per il trasporto su strade di montagna e terreni accidentati, potendo essere scomposto in 3 carichi someggiabili: canna, affusto e ruote con coda (e suo prolungamento adottato nel 1881). L'assenza di freno di sparo, come su tutti i pezzi coevi, e le scelte adottate per contenerne il peso (in particolare la canna corta e sottile) penalizzarono la gittata, di appena 4 km.
Nel 1880, il Comité de l’Artillerie propose di testare una modifica all'affusto ideata dal capitano Locard: prolungando l'affusto con una finta coda rimovibile, si risolveva il maggior limite di questo cannone, cioè la tendenza a rovesciarsi quando sparava a bassi angoli. In seguito a prove comparative, nel 1881 venne adottato un prolungamento della coda realizzato dal Deposito centrale d'artiglieria, differente da quello di Locard, ed il pezzo venne ridenominato Canon de montagne de 80 mm Mle 1878/81.
Il pezzo venne assegnato all'artiglieria da montagna e alle unità coloniali, che lo impiegarono durante la cattura di Antananarivo il 1 ottobre 1895. Nel 1900 equipaggiava circa venti batterie da 6 pezzi (12 batterie assegnate all'artiglieria da campo nella Francia metropolitana e 8 alle colonie) e un numero equivalente di riserva. Il pezzo risultava ancora in servizio il 3 agosto 1914, all'inizio della prima guerra mondiale. Sebbene obsoleto e rimpiazzato dall'eccellente 65 mm M Mle 1906 da montagna, venne utilizzato come riserva durante tutto il conflitto. Alcune canne vennero utilizzate nel 1914-1915 per improvvisare il lanciamine Gatard, antenato dei mortai dai trincea francesi.